# 1968년 오리콘 1위 싱글 목록
일본에서 한 주간 가장 많이 팔린 싱글은 오리콘 주간 차트에 실리며, 이 차트는 오리콘이 발행하는 잡지 《오리스타》에 개제된다. 판매량은 한 주 동안의 각 싱글의 판매량을 기준으로 오리콘이 종합한다.

## 차트 기록
| 발행일    | 싱글                          | 가수                            | 참고                     |
| --------- | ----------------------------- | ------------------------------- | ------------------------ |
| 1월 4일   | 「ラブユー東京」              | 쿠로사와 아키라와 로스 프리모스 | 오리콘 최초 1위 3주 연속 |
| 1월 11일  | 「ラブユー東京」              | 쿠로사와 아키라와 로스 프리모스 | 오리콘 최초 1위 3주 연속 |
| 1월 18일  | 「ラブユー東京」              | 쿠로사와 아키라와 로스 프리모스 | 오리콘 최초 1위 3주 연속 |
| 1월 25일  | 「帰って来たヨッパライ」      | 더 포크 크루세이더스            | 5주 연속                 |
| 2월 1일   | 「帰って来たヨッパライ」      | 더 포크 크루세이더스            | 5주 연속                 |
| 2월 8일   | 「帰って来たヨッパライ」      | 더 포크 크루세이더스            | 5주 연속                 |
| 2월 15일  | 「帰って来たヨッパライ」      | 더 포크 크루세이더스            | 5주 연속                 |
| 2월 22일  | 「帰って来たヨッパライ」      | 더 포크 크루세이더스            | 5주 연속                 |
| 2월 26일  | 「恋のしずく」                | 이토 유카리                     | 4주 연속                 |
| 3월 4일   | 「恋のしずく」                | 이토 유카리                     | 4주 연속                 |
| 3월 11일  | 「恋のしずく」                | 이토 유카리                     | 4주 연속                 |
| 3월 18일  | 「恋のしずく」                | 이토 유카리                     | 4주 연속                 |
| 3월 25일  | 「ゆうべの秘密」              | 오가와 토모코                   |                          |
| 4월 1일   | 「マサチューセッツ」          | 비 지스                         |                          |
| 4월 8일   | 「恋のしずく」                | 이토 유카리                     | 통산 5주                 |
| 4월 15일  | 「花の首飾り/銀河のロマンス」 | 더 타이거스                     | 7주 연속                 |
| 4월 22일  | 「花の首飾り/銀河のロマンス」 | 더 타이거스                     | 7주 연속                 |
| 4월 29일  | 「花の首飾り/銀河のロマンス」 | 더 타이거스                     | 7주 연속                 |
| 5월 6일   | 「花の首飾り/銀河のロマンス」 | 더 타이거스                     | 7주 연속                 |
| 5월 13일  | 「花の首飾り/銀河のロマンス」 | 더 타이거스                     | 7주 연속                 |
| 5월 20일  | 「花の首飾り/銀河のロマンス」 | 더 타이거스                     | 7주 연속                 |
| 5월 27일  | 「花の首飾り/銀河のロマンス」 | 더 타이거스                     | 7주 연속                 |
| 6월 3일   | 「星影のワルツ」              | 센 마사오                       | 1968년 1위 5주 연속      |
| 6월 10일  | 「星影のワルツ」              | 센 마사오                       | 1968년 1위 5주 연속      |
| 6월 17일  | 「星影のワルツ」              | 센 마사오                       | 1968년 1위 5주 연속      |
| 6월 24일  | 「星影のワルツ」              | 센 마사오                       | 1968년 1위 5주 연속      |
| 7월 1일   | 「星影のワルツ」              | 센 마사오                       | 1968년 1위 5주 연속      |
| 7월 8일   | 「エメラルドの伝説」          | 더 타이거스                     | 2주 연속                 |
| 7월 15일  | 「エメラルドの伝説」          | 더 타이거스                     | 2주 연속                 |
| 7월 22일  | 「シー・シー・シー」          | 더 타이거스                     | 4주 연속                 |
| 7월 29일  | 「シー・シー・シー」          | 더 타이거스                     | 4주 연속                 |
| 8월 5일   | 「シー・シー・シー」          | 더 타이거스                     | 4주 연속                 |
| 8월 12일  | 「シー・シー・シー」          | 더 타이거스                     | 4주 연속                 |
| 8월 19일  | 「星影のワルツ」              | 센 마사오                       | 통산 6주                 |
| 8월 26일  | 「シー・シー・シー」          | 더 타이거스                     | 2주 연속 통산 6주        |
| 9월 2일   | 「シー・シー・シー」          | 더 타이거스                     | 2주 연속 통산 6주        |
| 9월 9일   | 「The Sound of Silence」      | 사이먼 & 가펑클                 | 2주 연속                 |
| 9월 16일  | 「The Sound of Silence」      | 사이먼 & 가펑클                 | 2주 연속                 |
| 9월 23일  | 「恋の季節」                  | 핑키와 킬러스                   | 12주 연속                |
| 9월 30일  | 「恋の季節」                  | 핑키와 킬러스                   | 12주 연속                |
| 10월 7일  | 「恋の季節」                  | 핑키와 킬러스                   | 12주 연속                |
| 10월 14일 | 「恋の季節」                  | 핑키와 킬러스                   | 12주 연속                |
| 10월 21일 | 「恋の季節」                  | 핑키와 킬러스                   | 12주 연속                |
| 10월 28일 | 「恋の季節」                  | 핑키와 킬러스                   | 12주 연속                |
| 11월 4일  | 「恋の季節」                  | 핑키와 킬러스                   | 12주 연속                |
| 11월 11일 | 「恋の季節」                  | 핑키와 킬러스                   | 12주 연속                |
| 11월 18일 | 「恋の季節」                  | 핑키와 킬러스                   | 12주 연속                |
| 11월 25일 | 「恋の季節」                  | 핑키와 킬러스                   | 12주 연속                |
| 12월 2일  | 「恋の季節」                  | 핑키와 킬러스                   | 12주 연속                |
| 12월 9일  | 「恋の季節」                  | 핑키와 킬러스                   | 12주 연속                |
| 12월 16일 | 「今は幸せかい」              | 사가와 미츠오                   |                          |
| 12월 23일 | 「恋の季節」                  | 핑키와 킬러스                   | 5주 연속 통산 17주       |
| 12월 30일 | 「恋の季節」                  | 핑키와 킬러스                   | 5주 연속 통산 17주       |

## 연간 TOP 10
※ 집계: 1968년 1월 4일 - 1968년 11월 25일
- 1위: 센 마사오 「星影のワルツ」
- 2위: 더 포크 크루세이더스 「帰って来たヨッパライ」
- 3위: 핑키와 킬러스 「恋の季節」
- 4위: 츠루오카 마사요시와 도쿄 로맨티카 「小樽のひとよ」
- 5위: 이토 유카리 「恋のしずく」
- 6위: 더 타이거스 「花の首飾り／銀河のロマンス」
- 7위: 사이먼 & 가펑클 「The Sound of Silence」
- 8위: 오가와 토모코 「ゆうべの秘密」
- 9위: 비 지스 「Massachusetts」
- 10위: 더 타이거스 「シー・シー・シー」